# Comitês de Camponeses Pobres
Na Rússia governada pelos soviéticos, as autoridades bolcheviques estabeleceram os chamados Comitês de Camponeses Pobres (em russo:  Комитеты Бедноты, komitety bednoty ou em russo:  комбеды, kombedy) durante a segunda metade de 1918 como instituições locais que reuniam camponeses empobrecidos para avançar políticas do governo. Os comitês tiveram como principal tarefa a requisição de grãos em nome do Estado soviético; também distribuíram produtos manufaturados em áreas rurais.

## História institucional

### Estabelecimento
Na primavera de 1918, a situação da falta crônica de alimentos existia nas cidades da Rússia soviética e a manufatura urbana ameaçou interromper. As assembleias das aldeias locais eram insuficientes para a tarefa de recolher alimentos para as cidades, uma crise que os bolcheviques atribuíam ao domínio do governo local pelos adversários ricos do novo regime.
Uma nova "guerra de classe" foi desejada na aldeia para capacitar os pobres rurais em apoio ao regime soviético. De acordo com a doutrina bolchevique, o campesinato russo foi dividido em três categorias: camponeses pobres (bednyaks), indivíduos que foram forçados a vender seu trabalho a outros para sobreviver e foram assim considerados como aliados naturais do novo regime soviético; camponeses "médios" (serednyaks), que realizaram operações agrícolas em suas próprias terras com seu próprio trabalho; e camponeses ricos (kulaks; ou culaques), que lucravam com o trabalho contratado dos outros.
Em 11 de junho de 1918, o Comissariado do Povo para Fornecimento de Alimentos (Narkomprod) da Rússia Soviética foi instruído pelo Comitê Executivo Central de Toda a Rússia do Congresso dos Sovietes para estabelecer uma nova instituição para ajudá-lo na coleta de alimentos para as cidades famintas do país, os Comitês de Camponeses Pobres.
A adesão a esses kombeds foi negada a todos os camponeses ricos, bem como a quem contratou mão-de-obra ou manteve grãos excedentes. Os kombeds receberam a tarefa de ajudar a localizar e confiscar o excedente de grãos de outros camponeses da mesma aldeia. Os grupos também foram encarregados da distribuição de alimentos, produtos manufaturados e os implementos agrícolas limitados que estavam disponíveis para os membros da aldeia. Esta atividade trouxe inevitavelmente os membros do crime em conflito com outros na aldeia de quem o grão foi levado.

### Natureza
Na opinião de muitos especialistas, os kombeds estavam condenados por uma má compreensão da verdadeira essência do campesinato soviético. Na visão do historiador Orlando Figes:
A maioria das aldeias se consideravam comunidades agrícolas de membros iguais relacionadas por parentes — costumavam se chamar de "família camponesa" — e, como tal, eram hostis à ideia de um corpo separado para os pobres. Não conseguiram eleger um kombedy, deixando-o para agitadores externos, ou então montaram um em que cada camponês se juntou com o fundamento de que todos os moradores eram pobres... Os camponeses pobres simplesmente não estavam conscientes de si mesmos como "proletários". Todos se consideravam como aldeões e olhavam os esforços dos bolcheviques para dividi-los com suspeita e hostilidade.

Consequentemente, a maioria dos kombedy foram criados por elementos de fora da comuna. Estes não eram os camponeses pobres, mas moradores e soldados imigrantes, artesãos sem terra e trabalhadores excluídos da comuna... Desconectados da comuna camponesa, de onde dependia todo o governo rural, não podiam realizar suas tarefas sem recorrer à violência. Era mais uma máfia local do que um órgão do estado soviético.

Figes observa que muitos membros desses kombeds foram rápidos em recorrer a tal brutalidade na "luta desesperada para adquirir alimentos e suprimentos militares" e que às vezes eram um meio para as autoridades locais "operarem redes de corrupção e extorsão dos camponeses".
A grande maioria dos membros dos Comitês dos Camponeses Pobres não estavam afiliados ao Partido Comunista, com uma maioria categorizada como indivíduos "não-Festa" e uma pequena minoria listada em registros oficiais como "simpatizante" com o partido. A maioria apoiava a Revolução de 1917, e muitos se viram como "verdadeiros representantes do governo do povo" e procuraram desempenhar seus deveres atribuídos lealmente.

### Desestabilização e legado
No outono de 1918, a necessidade do Estado soviético de forjar relações mais estreitas com os camponeses diante da Guerra Civil Russa e um desejo de eliminar o "duplo poder" emergente em cada aldeia entre o soviético culposo e a aldeia levou à pressão para a abolição dos kombeds e a transferência de suas funções para os sovietes das aldeias.
Além de alienar as massas esmagadoras do campesinato do estado soviético através de seus métodos frequentemente abusivos de apreensão de grãos, os kombeds também vieram a ser vistos como uma instituição que usurpou a autoridade das instituições regulares do governo soviético, os sovietes da aldeia.
Em 2 de dezembro de 1918, o Comitê Executivo Central de Toda a Rússia dos sovietes decretou a amalgamação dos kombeds com os sovietes das aldeias. Os Kombeds foram efetivamente eliminados na Rússia até o final da primavera de 1919. Na Ucrânia, existiam até a Nova Política Econômica (NEP).
Embora seu estabelecimento tenha sido breve, durando menos de um ano, o número de kombeds estabelecidos na Rússia soviética foi grande e sua influência em 1918-1919 foi generalizada. Segundo o historiador soviético V.R. Garasimiuk, um total de 131 637 kombeds foram estabelecidos nas várias províncias da Rússia soviética neste período.